# Restaurang Johanna
Restaurang Johanna var en gourmetrestaurang belägen på Södra Hamngatan 47 inom Vallgraven i Göteborg.

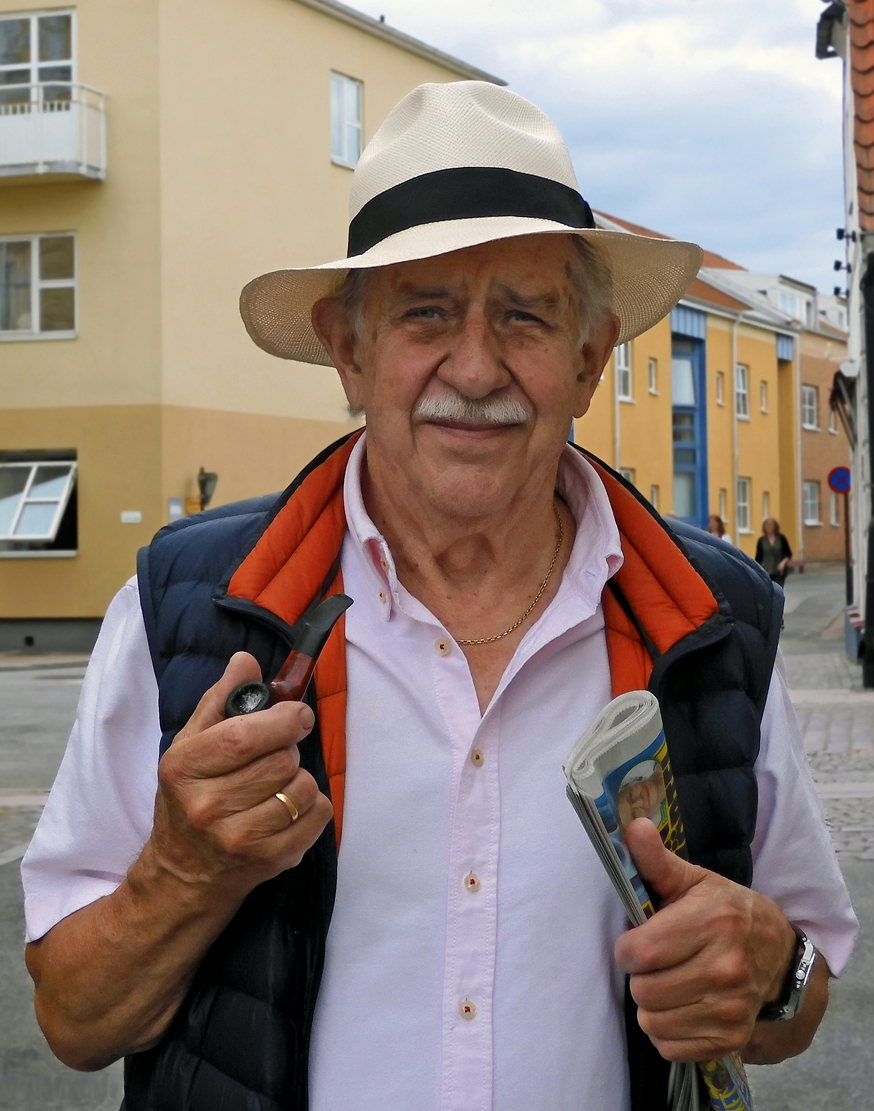
Crister Svantesson 2021.

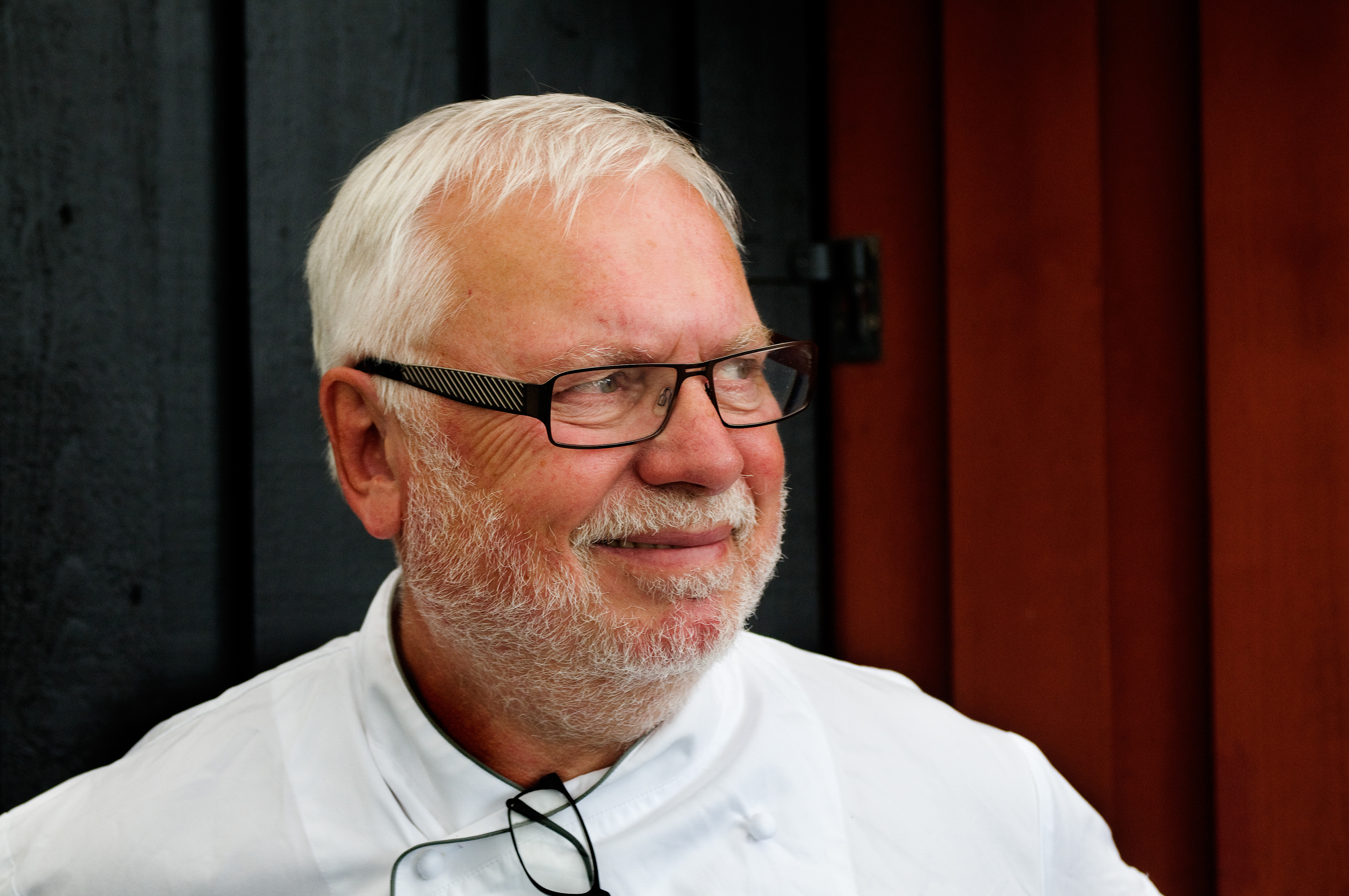
Leif Mannerström 2012.

Johanna, som var Sveriges första restaurang med inriktning mot det nya franska köket, öppnades år 1974 av kompanjonerna Leif Mannerström och Crister Svantesson. 
Restaurangen vann internationellt renommé och pekades under 1980-talet ut som en av Europas tvåhundra bästa restauranger.
Verksamheten  upphörde efter en brand i slutet av 1990-talet.
Restaurangen var uppkallad efter Per Hasselbergs staty Såningskvinnan i den närbelägna Brunnsparken, som även är känd under namnet "Johanna".